# 李侹 (凉王)
李侹（9世纪?—878年），唐朝皇子，是唐懿宗第二子。
史书未载出生年，根据墓志中逝世时“享年一十有四”，推出生年在865年，但其五弟唐僖宗生于咸通三年（862年），其生年当在862年之前。或逝世时年龄有误、或排行有误。咸通三年（862年），李侹被他父亲唐懿宗封为凉王，与魏王李佾、蜀王李佶同封，其后史书中没有记载他的情况，乾符五年（878年）六月十二日，李侹去世。第二年，安葬于万年县崇道乡西赵村。

## 母
- 雷氏，史书没有记载，姓氏出自凉王墓志，没有记载雷氏位号。